# 천안아름초등학교
천안아름초등학교는 대한민국 충청남도 천안시 서북구에 있는 공립 초등학교이다.

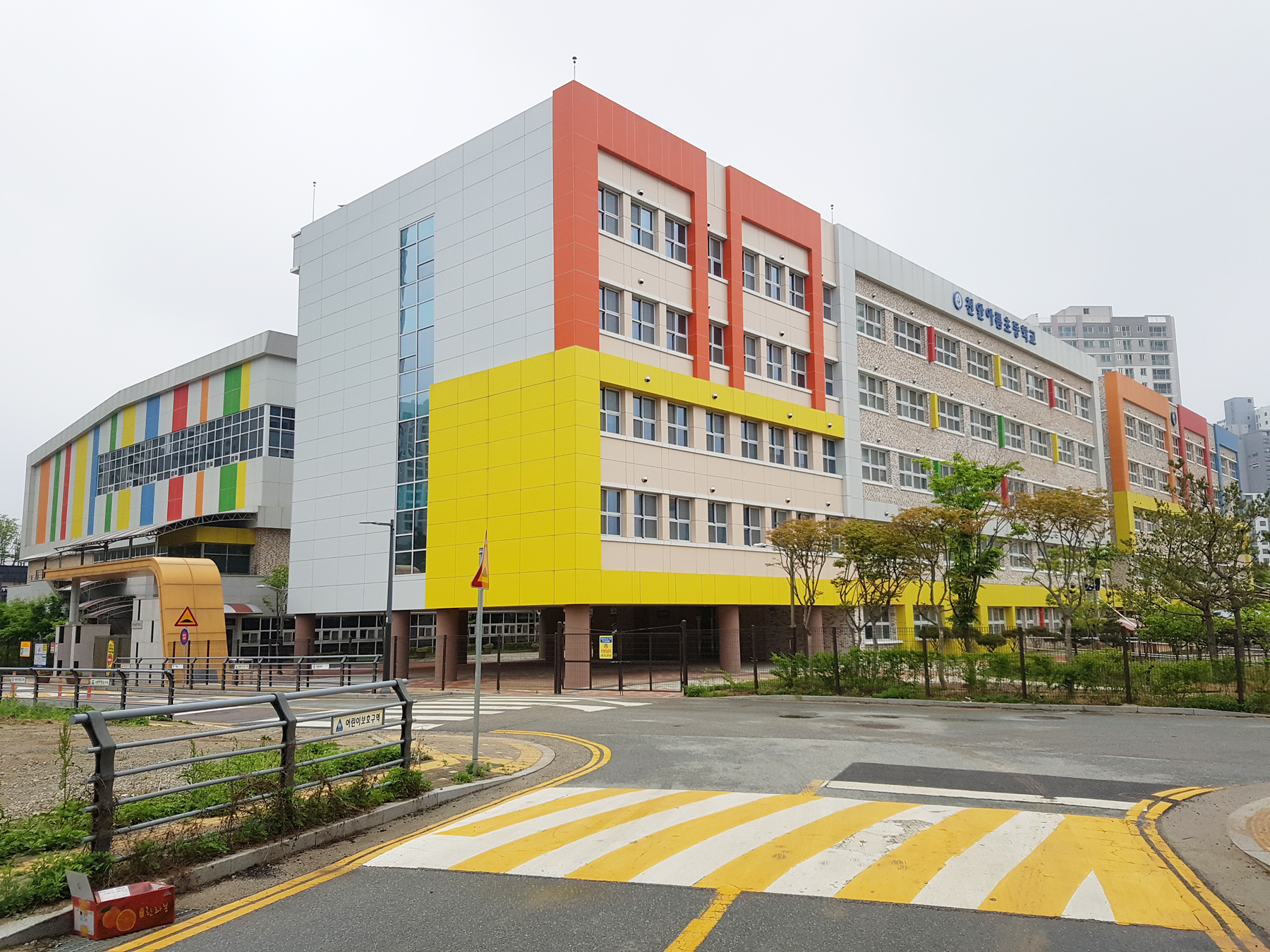
천안아름초등학교

## 학교 연혁
- 2014년 10월 1일: 설립인가
- 2017년 3월 1일: 개교

## 참고 자료
- 천안아름초등학교 - 한국교육학술정보원 학교알리미